# João Pedro Maturano dos Santos
João Pedro Maturano dos Santos (Presidente Prudente, 15 novembre 1996) è un calciatore brasiliano, difensore del Grêmio.

## Caratteristiche tecniche
È un terzino destro.

## Carriera

### Nazionale
È stato convocato dal Brasile per disputare il Campionato sudamericano Under-20 2015 ed i Mondiali Under-20 2015.

## Palmarès

### Club

#### Competizioni statali
- Campionato Catarinense: 1

Chapecoense: 2017
- Campionato Gaúcho: 2

Gremio: 2023, 2024

#### Competizioni nazionali
- Coppa del Brasile: 1

Palmeiras: 2015
- Campionato brasiliano: 1

Palmeiras: 2016